# Zito (futebolista)
José Ely de Miranda, mais conhecido como Zito (Roseira, 8 de agosto de 1932 — Santos, 14 de junho de 2015), foi um futebolista brasileiro.

## Biografia

### Início da carreira
Zito atuou, como amador, no SC Roseira, 1947, e no São Paulo FC de Pindamonhangaba, em 1950.
Iniciou a carreira pelo Esporte Clube Taubaté atuando na posição de volante, chegando à titularidade ainda em 1950.

### Santos FC
Em 1952, aos 19 anos, foi contratado pelo Santos onde jogou até sua aposentadoria. Sua primeira partida com a camisa do Santos FC no dia 29 de junho de 1952, em partida amistosa na Vila Belmiro, na vitória diante do Madureira pelo placar de 3 a 1.
Apelidado de "Gerente", era o líder do time dentro de campo, inclusive recebendo do técnico Lula o aval para comandar os atletas em campo da maneira que achasse melhor. Tornaram-se célebres seus gritos incentivando os jogadores a continuar marcando gols, mesmo com as partidas já decididas. Em excursão realizada pelo time santista pela Europa, em 1967, o Peixe estava perdendo por 4 a 1 para o TSV 1860 München, no estádio Grunwald, em Munique, e ele, adoentado, acompanhava o jogo da arquibancada. No intervalo do jogo, inconformado com o desempenho da equipe, foi ao vestiário e se apresentou ao técnico Antoninho, afirmando que queria entrar na partida. Com extrema autoridade, organizou e motivou a equipe apenas no grito.
O jogo em que se despediu dos gramados aconteceu no dia 7 de novembro de 1967, na goleada frente ao Combinado Fortaleza/Ferroviário no Presidente Vargas, no estado do Ceará por 5 a 0.
Atuou no time por quinze anos, entre 1952 e 1967, tendo jogado 733 partidas e marcado 58 gols, conquistando 22 títulos confederados, muitos deles erguendo a taça como capitão. É o volante que mais marcou gols pelo Alvinegro.
Após a sua aposentadoria, trabalhou nas categorias de base do Santos, sendo responsável por revelar diversos jogadores, entre eles Robinho, Diego e Neymar para o clube.

### Seleção Brasileira
Zito atuou pela Seleção Paulista em 1954 e 1956.
Pela Seleção Brasileira jogou a partir de 1956, tendo ajudado nas conquistas das Copas do Mundo de 1958 e 1962.
Em 1958, era inicialmente reserva, porém foi escalado para a partida contra a Seleção Soviética, permanecendo como titular a partir de então.
Na Copa de 1962, atuou em seis jogos, marcou um dos gols na partida final contra a Tchecoslováquia.
Convocado também para o Mundial de 1966, não chegou a atuar em nenhuma partida.
Participou também dos Campeonatos Sul-americanos de 1956, 1957 e 1959.
Fez 51 jogos pelo selecionado brasileiro, com 39 vitórias, cinco empates, sete derrotas e três gols anotados pelo escrete canarinho. Em 10 jogos, coube a Zito a faixa de capitão.

### Morte
Em 2014, Zito teve um acidente vascular cerebral (AVC), permanecendo internado por 34 dias, desde essa ocasião precisou de cuidados diários, com enfermeiros 24 horas ao seu lado.
Em 14 de junho de 2015, Zito veio a falecer, sendo velado em Santos e sepultado em Roseira, sua cidade natal.

### Legado
Recebeu da prefeitura de Pindamonhangaba, cidade vizinha a sua Roseira, no Vale do Paraíba, a honra de ter seu nome no Centro Esportivo José Ely de Miranda.
Em frente ao Estádio Urbano Caldeira foi construída uma estátua em sua homenagem, inaugurada em 31 de outubro de 2017. O monumento reproduz uma foto icônica do ex-jogador.
A faixa de capitão do Santos tem um "Z", de Zito.
Em abril de 2023, foi lançado o livro "Zito, o líder essencial", biografia escrito pelo jornalista e escritor Odir Cunha.

## Títulos

### Santos
- Campeonato Paulista: 1955, 1956, 1958[35], 1960, 1961, 1962[36], 1964[37], 1965 e 1967[carece de fontes?]
- Campeonato Brasileiro: 1961, 1962, 1963, 1964[38] e 1965[carece de fontes?]
- Copa Libertadores da América: 1962 e 1963[carece de fontes?]
- Copa Intercontinental: 1962[39][40] e 1963[41]
- Torneio Rio-São Paulo: 1959[42], 1963[43], 1964[44] e 1966[45]

### Seleção Brasileira[29]
- Copa do Mundo: 1958[7][19][20][21][22][23][24][25] e 1962[26][27]